# إسلام أباد موغوئي
إسلام أباد موغوئي (بالفارسية: اسلام‌آباد موگوئی) هي قرية تقع في قسم بيشكوة موغوئي الريفي (مقاطعة فريدون شهر) في إيران. يقدر عدد سكانها بـ 247 نسمة .